# Ophiolebes humilis
Ophiolebes humilis is een slangster uit de familie Ophiacanthidae.
De wetenschappelijke naam van de soort werd in 1869 gepubliceerd door Theodore Lyman.